# Thérèse Jornet e Ibars
Pour les articles homonymes, voir Jornet.
Thérèse de Jésus Jornet e Ibars (Aitona, 9 janvier 1843 - Liria, 26 août 1897) est une religieuse espagnole, fondatrice des Petites Sœurs des personnes âgées abandonnées et reconnue sainte par l'Église catholique.

## Biographie
Thérèse naît le 9 janvier 1843 à Aitona (Lérida) au sein d'une famille de paysans. Après l'obtention de son diplôme d'enseignante, elle exerce sa profession à Argençola (Barcelone). Son oncle, le Père François Palau y Quer, religieux carme déchaux, créateurs de divers établissements d'enseignement pense à elle comme collaboratrice pour sa fondation des carmélites missionnaires mais elle aspire à une vie religieuse séparée du monde et en 1868, entre au monastère des clarisses de Briviesca (Burgos) qu'elle quitte 2 ans plus tard pour raison de santé. Encore une fois, son oncle tente d'orienter Thérèse dans sa fondation et la nomme visiteuse pour les écoles qu'il crée mais sans qu'elle s'engage dans la vie religieuse. Lorsque le Père Palau y Quer décède, elle retourne dans sa famille.

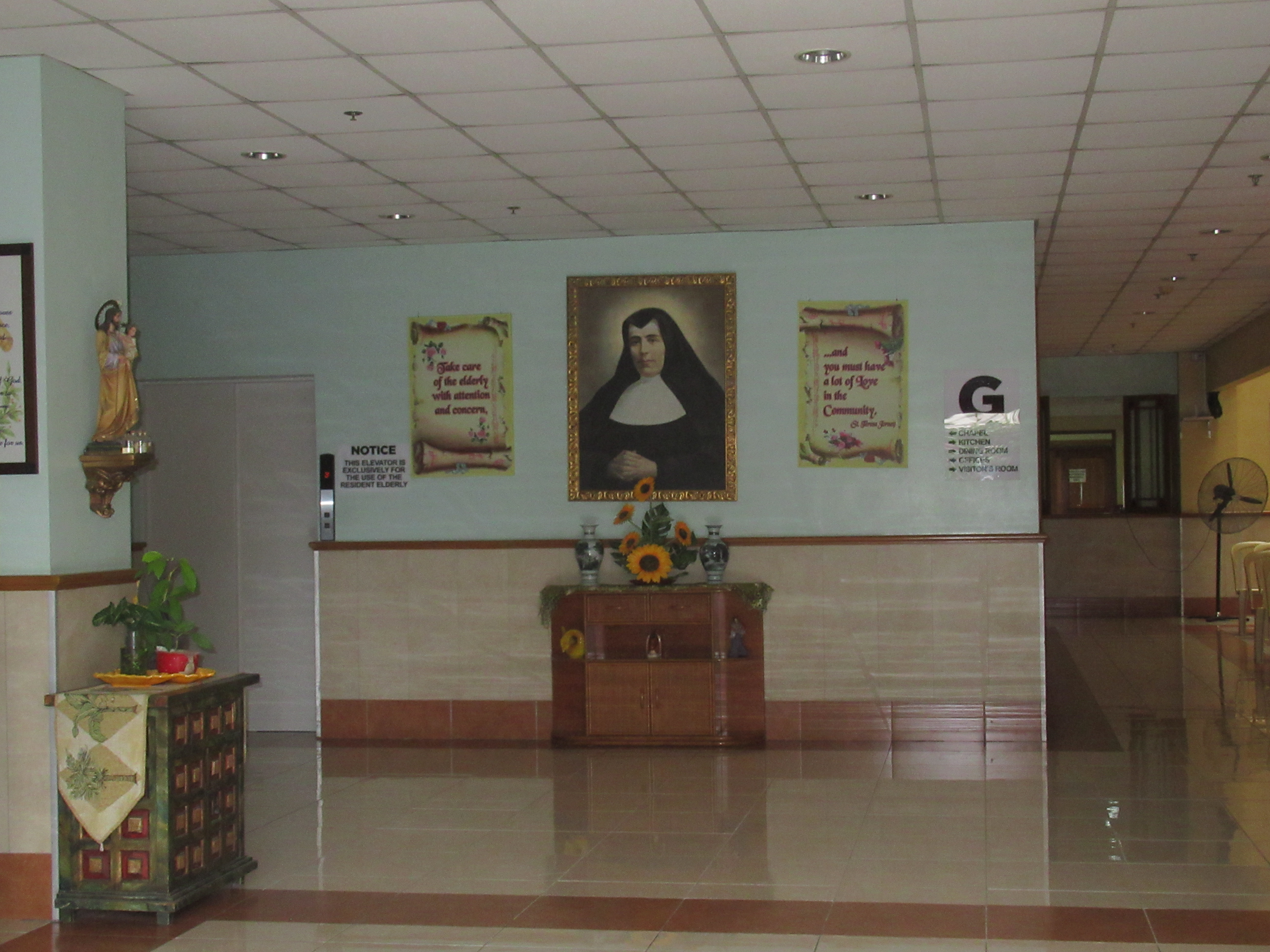
Foyer Sainte Thérèse Jornet, San Juan (Grand Manille).

En 1872, elle va à Barbastro (Huesca) et rencontre un prêtre qui était ami du Père Palau y Quer, celui-ci lui parle d'un projet d'un autre ecclésiastique, le Père Saturnin López Novoa, qui désire constituer une congrégation pour venir en aide aux personnes âgées démunies. Thérèse se propose pour faire partie de la société de bienfaisance et rejoint les premières candidates dans le nouvel institut fondé à Barbastro le 3 octobre 1872. Quelques jours après, elle est élue supérieure de ce groupe. La fondation se déplace à Valence. En 1887, elle est élue supérieure générale de l'institut et continue les fondations de maisons de retraite en Espagne et en Amérique. Elle meurt à Liria le 26 août 1897.

## Canonisation
Ses restes ont été transférés à Valence, à la maison mère de la Congrégation. Elle a été béatifiée par Pie XII le 27 avril 1958 et canonisée le 27 janvier 1974 par Paul VI.